# 恩斯特·费尔
恩斯特·费尔（Ernst Fehr，1956年6月21日—）是奥地利经济学家。

## 生平
他是瑞士苏黎世大学微观经济学和实验经济学教授、经济系主任。他的研究领域是人类合作和社交的演化，尤其是社会正义、相互性和有限理性。
除了行为金融学和实验经济学，他还以对神经经济学领域的研究而知名。